# Range Defenders
Range Defenders è un film del 1937 diretto da Mack V. Wright.
È un film western statunitense con Robert Livingston, Ray Corrigan e Max Terhune. Fa parte della serie di 51 film western dei Three Mesquiteers, basati sui racconti di William Colt MacDonald e realizzati tra il 1936 e il 1943.

## Produzione
Il film, diretto da Mack V. Wright su una sceneggiatura di Joseph F. Poland con il soggetto di William Colt MacDonald (creatore dei personaggi), fu prodotto da Sol C. Siegel per la Republic Pictures.

## Distribuzione
Il film fu distribuito negli Stati Uniti dal 30 giugno 1937 al cinema dalla Republic Pictures.

## Promozione
Le tagline sono:
- "NO TIME FOR LOVE WHEN A RANGE WAR THREATENS YOUR THREE SONS OF TROUBLE!".
- "HEY'RE DYNAMITE IN ACTION! ".
- "We Are Ready,,,for a fight or a frolic at the bark of a gun or the wink of an eye!".